# Palaemonias
Palaemonias is een geslacht van kreeftachtigen uit de klasse van de Malacostraca (hogere kreeftachtigen).

## Soorten
- Palaemonias alabamae Smalley, 1961
- Palaemonias ganteri Hay, 1902